# Missões diplomáticas dos Emirados Árabes Unidos

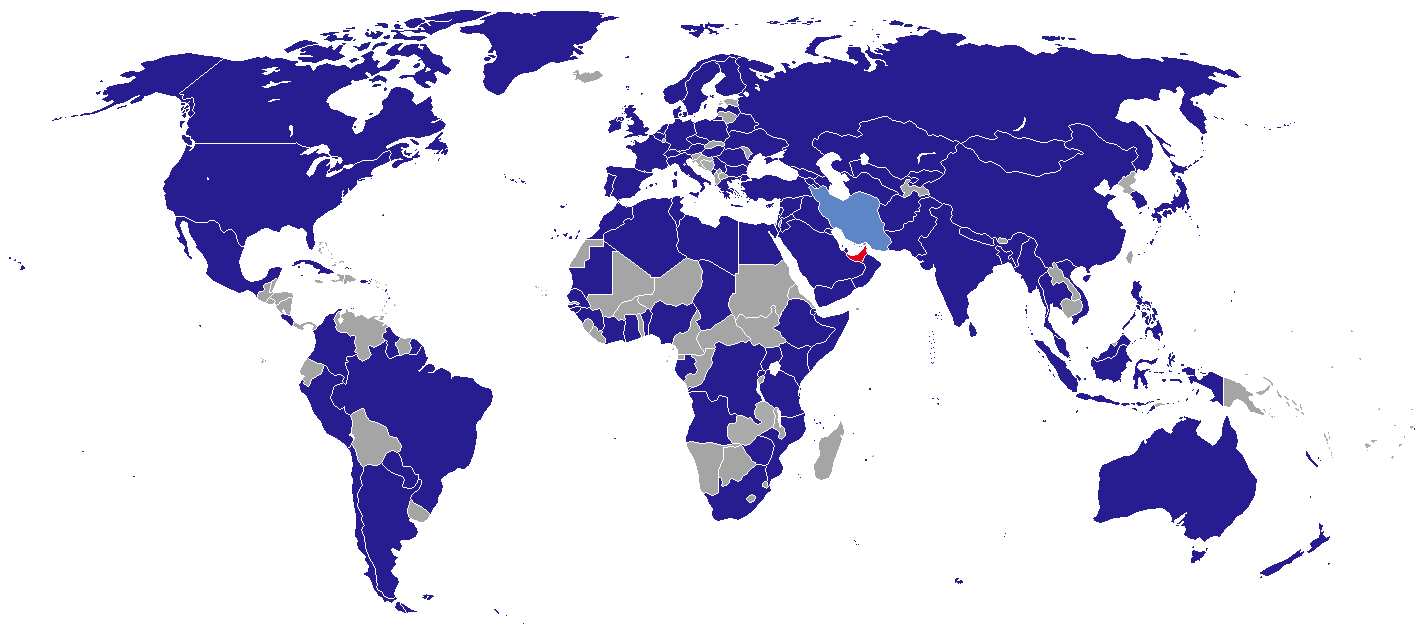
Mapa das missões diplomáticas dos Emirados Árabes Unidos.

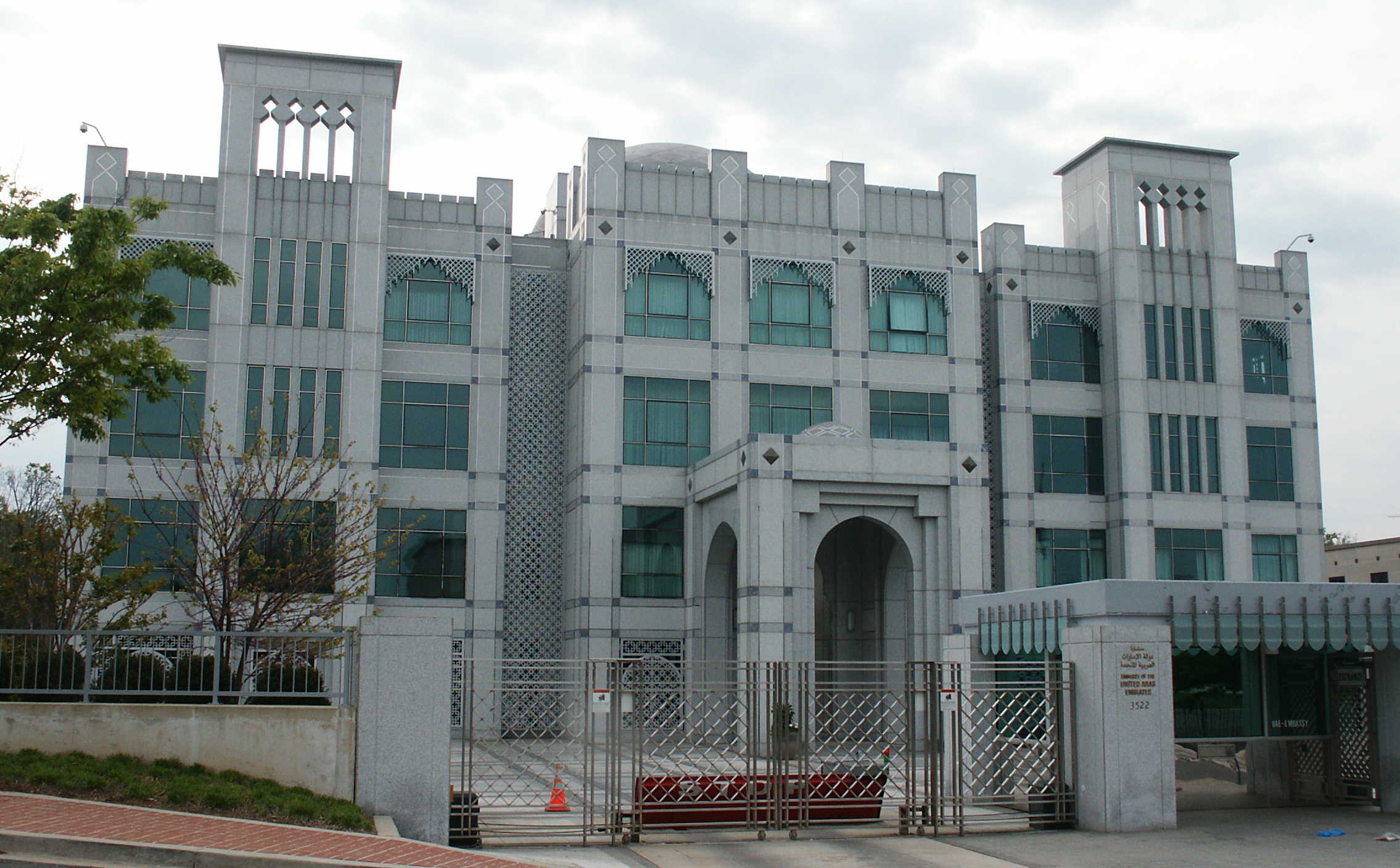
Embaixada dos Emirados Árabes Unidos em Washington, DC, EUA.

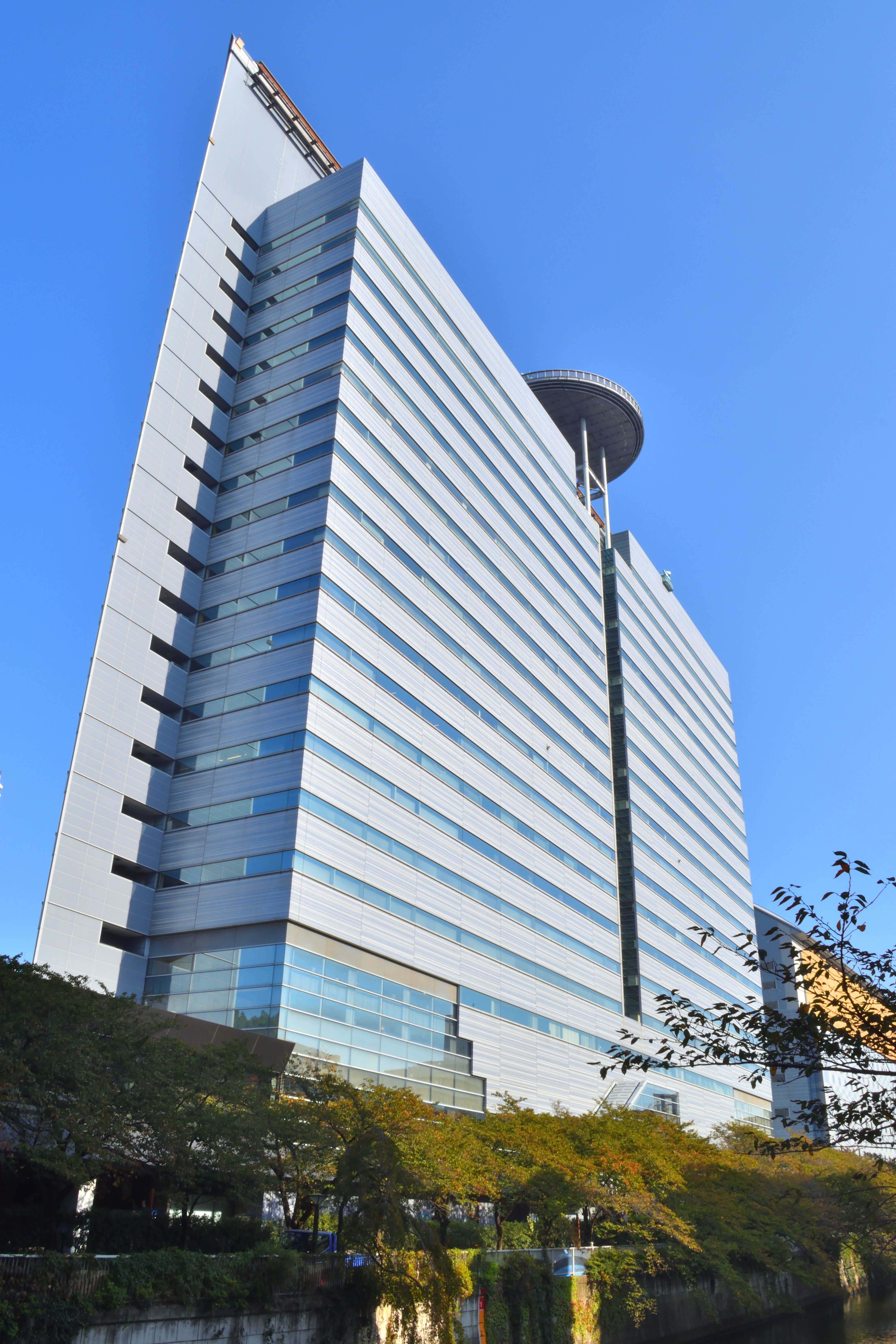
Embaixada dos Emirados Árabes Unidos em Tóquio, Japão.

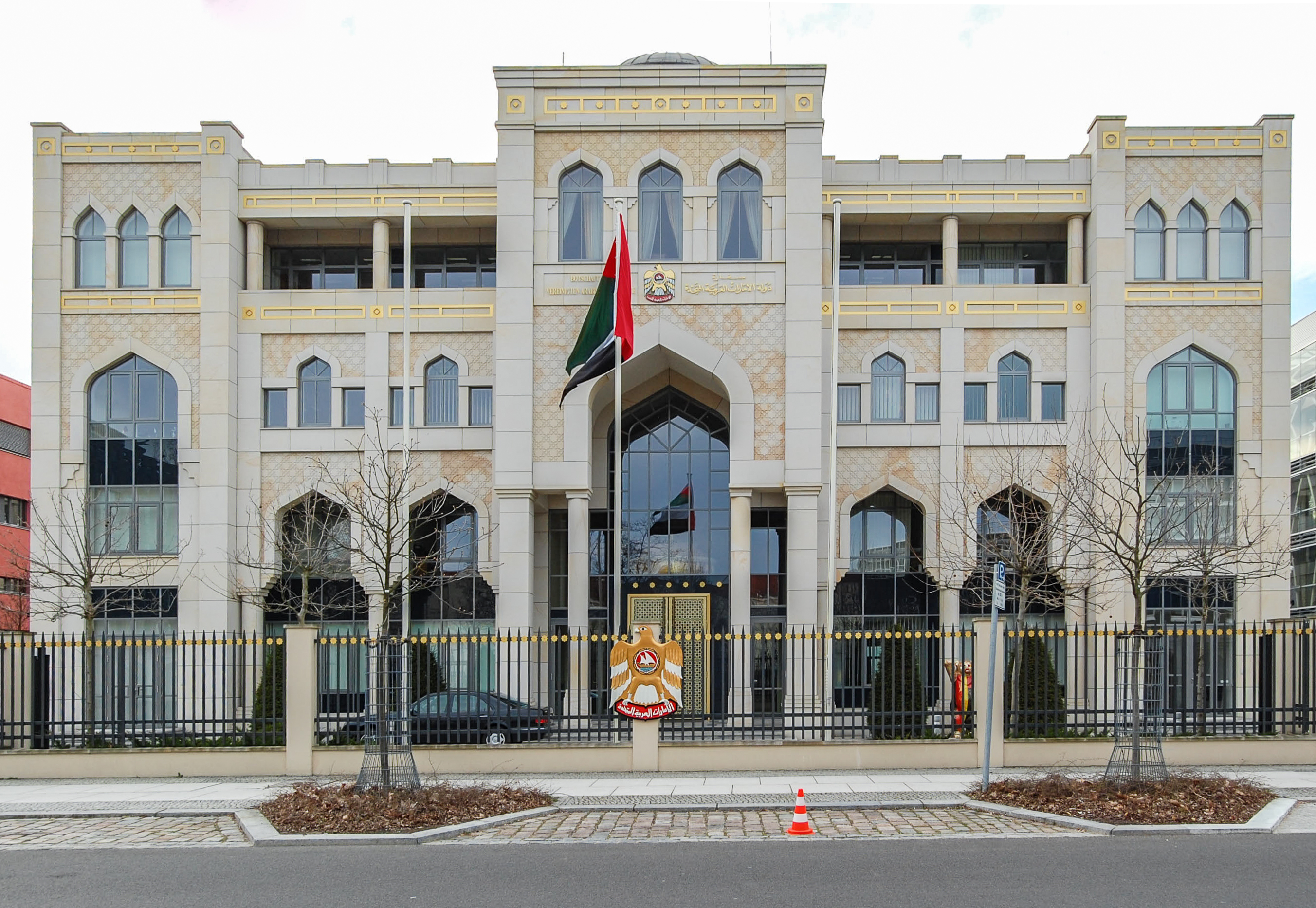
Embaixada dos Emirados Árabes Unidos em Berlim, Alemanha.

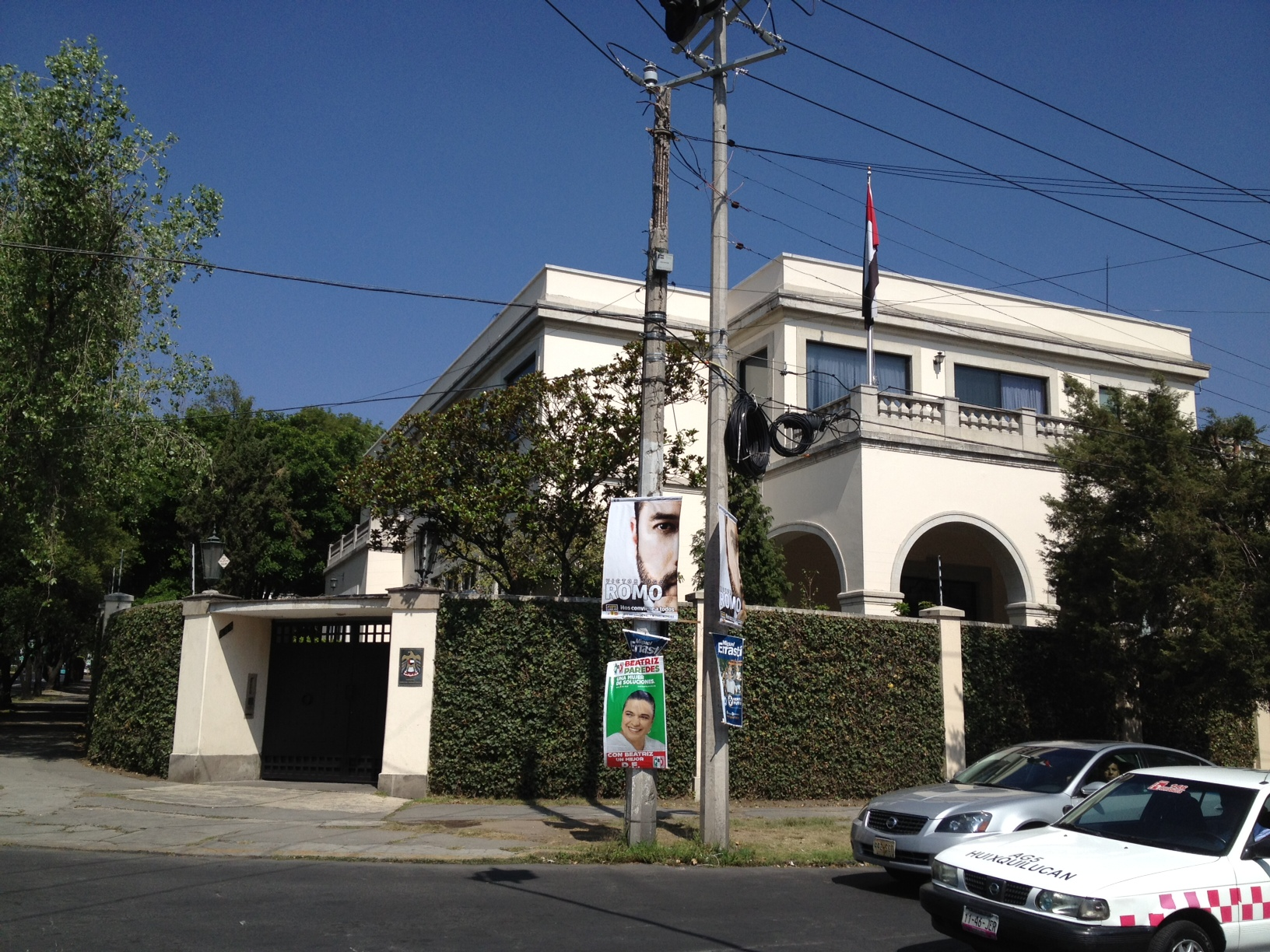
Embaixada dos Emirados Árabes Unidos em Cidade do México, México

Abaixo se encontra as embaixadas e consulados dos Emirados Árabes Unidos:

## Europa
- Alemanha
  - Berlim (Embaixada)
  - Munique (Consulado-Geral)
- Áustria
  - Viena (Embaixada)
- Bélgica
  - Bruxelas (Embaixada)
- Bielorrússia
  - Minsk (Embaixada)
- Espanha
  - Madrid (Embaixada)
- França
  - Paris (Embaixada)
- Grécia
  - Atenas (Embaixada)
- Irlanda
  - Dublin (Embaixada)
- Itália
  - Roma (Embaixada)
- Montenegro
  - Podgorica (Embaixada)
- Noruega
  - Oslo (Embaixada)
- Países Baixos
  - Haia (Embaixada)
- Polónia
  - Varsóvia (Embaixada)
- Portugal
  - Lisboa (Embaixada)
- Reino Unido
  - Londres (Embaixada)
- Roménia
  - Bucareste (Embaixada)
- Rússia
  - Moscou (Embaixada)
- Suécia
  - Estocolmo (Embaixada)

## América
- Argentina
  - Buenos Aires (Embaixada)
- Brasil
  - Brasília (Embaixada)
- Canadá
  - Ottawa (Embaixada)
- Chile
  - Santiago (Embaixada)
- Colômbia
  - Bogota (Embaixada)
- Estados Unidos
  - Washington, DC (Embaixada)
  - Nova Iorque (Consulado-Geral)
- México
  - Cidade do México (Embaixada)

## Oriente Médio
- Arábia Saudita
  - Riade (Embaixada)
  - Jidá (Consulado-Geral)
- Bahrein
  - Manama (Embaixada)
- Irão
  - Teerão (Embaixada)
  - Bandar Abbas (Consulado-Geral)
- Iraque
  - Bagdá (Embaixada)
- Jordânia
  - Amã (Embaixada)
- Kuwait
  - Cidade do Kuwait (Embaixada)
- Líbano
  - Beirute (Embaixada)
- Omã
  - Mascate (Embaixada)
- Catar
  - Doha (Embaixada)
- Síria
  - Damasco (Embaixada)
- Turquia
  - Ancara (Embaixada)
  - Istambul (Consulado-Geral)
- Iêmen
  - Sana (Embaixada)

## África
- Argélia
  - Argel (Embaixada)
- Egito
  - Cairo (Embaixada)
- Líbia
  - Trípoli (Embajada)
- Marrocos
  - Rabat (Embaixada)
- Mauritânia
  - Nuakchott (Embaixada)
- Nigéria
  - Abuja (Embaixada)
- Senegal
  - Dacar (Embaixada)
- África do Sul
  - Pretória (Embaixada)
- Sudão
  - Cartum (Embaixada)
- Tanzânia
  - Dar es Salaam (Embaixada)
- Tunísia
  - Tunes (Embaixada)

## Ásia
- Afeganistão
  - Cabul (Embaixada)
- Bangladesh
  - Daca (Embaixada)
- China
  - Pequim (Embaixada)
  - Hong Kong (Consulado-Geral)
  - Xangai (Consulado-Geral)
- Coreia do Sul
  - Seul (Embaixada)
- Filipinas
  - Manila (Embaixada)
- Índia
  - Nova Délhi (Embaixada)
  - Bombaim (Consulado-Geral)
- Indonésia
  - Jacarta (Embaixada)
- Japão
  - Tóquio (Embaixada)
- Cazaquistão
  - Astana (Embaixada)
- Malásia
  - Kuala Lumpur (Embaixada)
- Paquistão
  - Islamabade (Embaixada)
  - Karachi (Consulado)
- Singapura
  - Singapura (Embaixada)
- Sri Lanka
  - Colombo (Embaixada)
- Tailândia
  - Banguecoque (Embaixada)
- Turquemenistão
  - Asgabate (Embaixada)
- Uzbequistão
  - Tashkent (Embaixada)
- Vietname
  - Hanói (Embaixada)

## Oceania
- Austrália
  - Camberra (Embaixada)

## Organizações Multilaterais
- Bruxelas (Missão Permanente dos Emirados Árabes Unidos junto a União Europeia)
- Cairo (Missão Permanente dos Emirados Árabes Unidos junto a Liga Árabe)
- Genebra (Missão Permanente dos Emirados Árabes Unidos junto as Nações Unidas e outras organizações internacionais)
- Nova Iorque (Missão Permanente dos Emirados Árabes Unidos junto as Nações Unidas)